# Любомирські

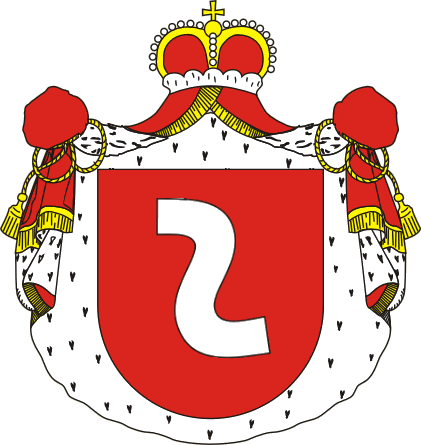
Родинний герб Любомирських

Любомирські гербу Шранява (пол. Lubomirscy, Lubomirski) — польсько шляхетський, а згодом магнатський рід.

## Історія

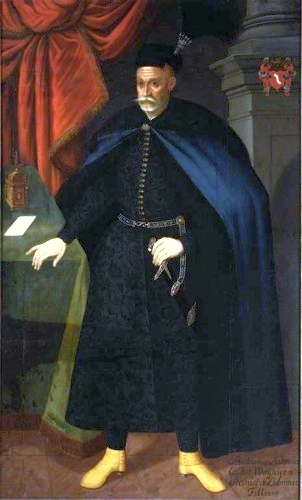
Себастьян Любомирський (бл. 1546—1613)

Любомирські стали відомими у політичних колах Речі Посполитої наприкінці XV — на початку XVI століття, коли Фелікс Любомирський заснував так зване княже відгалуження роду. Його онук Себастьян Любомирський першим серед Любомирських став сенатором, потім породичався з Конецпольськими, 1592 року отримав титул князя Священної Римської імперії на Вісьничі — давньому дідицтві Кмітів.
У середині XVII століття Любомирські починають претендувати на серйозний вплив у Речі Посполитій. Єжи-Себастьян Любомирський організував 1665 року відомий дворянський збройний виступ (рокош Любомирського) проти короля. Його сини започаткували чотири лінії роду Любомирських: Станіслав Іраклій Любомирський — ланьцутську, Єжи Домінік Любомирський — яновецьку, Ієронім Августин Любомирський — ряшівську й Александер Міхал Любомирський — переворську.
Представник ряшівської лінії — Ієронім (Геронім) Августин Любомирський (бл. 1648—1706), діяльність якого була безпосередньо пов'язана з Брацлавщиною та Поділлям, невдовзі отримав титул великого гетьмана коронного. 1671 року він провів на цих теренах військову кампанію проти армії гетьмана Правобережної України Петра Дорошенка, взяв приступом Вінницю, Кальник і Могилів. Тоді ж його вибрали на лицарському колі під Брацлавом військовим представником на сейм. Рік по тому цей князь виступив проти турецьких військ султана Магомета IV, що вторглися до Поділля. Під час Північної війни 1700-21 років проводив ворожу політику щодо короля Августа ІІ Фридерика, пізніше перейшов на бік шведів.
Любомирські, вирішивши прибрати до рук величезні володіння, що залишились після Конецпольських і перейшли до його родичів — Александра і Франциска Валевських, не зупинилися перед справжнісінькою аферою. Суть її полягала в тому, що Любомирські знайшли тезку Валевських — незаможного міщанина Александра Валевського, який і придбав для перших такі бажані їм землі. 
Володіючи землями на території України, Любомирські активно родичалися з місцевою руською (українською) шляхтою, наприклад Станіслав Любомирський уклав шлюб з Софією Острозькою, Станіслав Любомирський з Людвікою з українського роду Потіїв.
Представники ланьцутської лінії роду Любомирських, особливо Антоній і Станіслав, активно скуповували землі у Придністров'ї. Члени роду ввійшли до історії Поділля та Брацлавщини XVIII століття під назвою «володарі узбережжя Дністра». Станіслав Любомирський (1704—1793) жив в епоху занепаду Речі Посполитої, і методи його діяльності цілком відповідали тому періоду. В 1764 році Станіслав Любомирський став брацлавським воєводою.
Великі володіння на Поділлі мав Єжи Марцін Любомирський з яновецької лінії роду. Йому належало Барське староство — одне з тих прикордонних староств, які завжди були привабливими для степових кочівників. І хоча Єжи Марцін Любомирський жив у XVIII столітті, воювати на степовому порубіжжі йому не довелося, він залишив слід в історії як справжній авантюрник.
На відміну від багатьох магнатських фамілій, рід Любомирських не згас. Навпаки, в пізніші часи, у XIX столітті, з нього вийшло чимало вчених, громадських діячів та музикантів. Серед них — композитори Казімєж Любомирський і Владислав Любомирський, археолог Генрик, історик Ян Тадеуш, поет і філантроп Едвард Любомирський.

## Представники роду
- Фелікс Любомирський (бл. 1480—1533) — засновник «княжого» відгалуження роду Любомирських.Станіслав Єжи Себастьян Любомирський

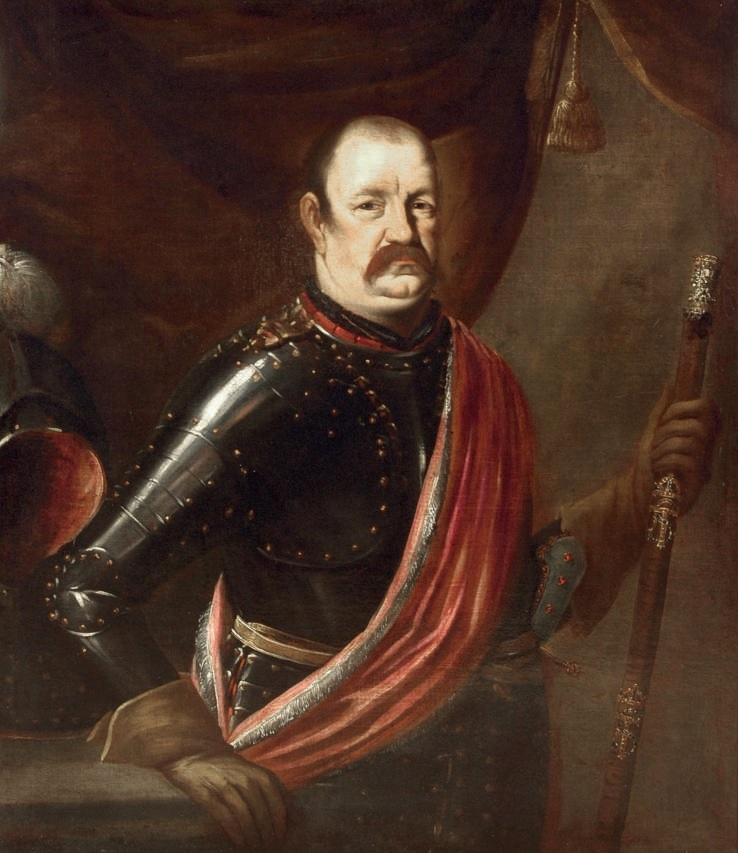
Станіслав Єжи Себастьян Любомирський

  - Себастьян Любомирський (?—1558) — підстолій великий коронний (1550—1558), стольник надвірний коронний (1551), староста городовий сяноцький (1553—1558), стольник краківський (1557—1558).
  - Станіслав Любомирський (бл. 1513—1577) — дідич Славковіце та Ґраюва.
    - Себастьян Любомирський (бл. 1546—1613) — сенатор, жупник краківський (1581—1592), бургграф краківський (1584), каштелян малогощський (1591), бецький (1598) і войницький (1603), староста сандомирський, сандецький і спишський. Граф Священної Римської імперії (1595).
      - Станіслав Любомирський (1583—1649) — сенатор, крайчий великий коронний (1618), підчаший великий коронний (1619), воєвода руський, краківський. Староста краківський, сандомирський, спишський, сандецький, кшепіцький і заторський, неполоміцький. Отримав титул князя «Священної Римської імперії» (1647).

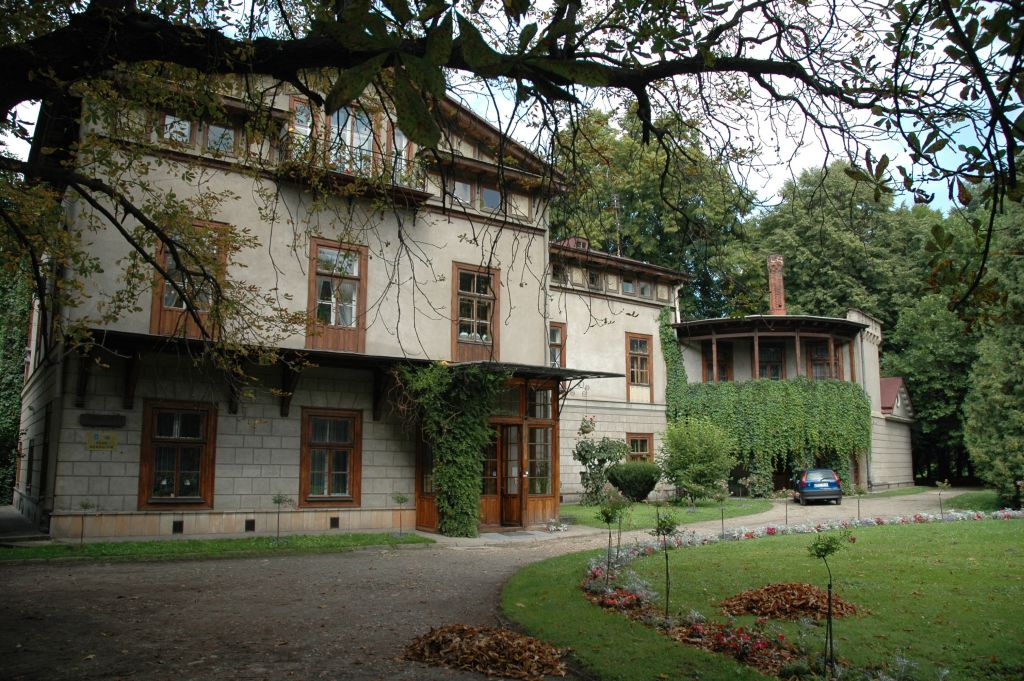
Замок Любомирських у Переворську

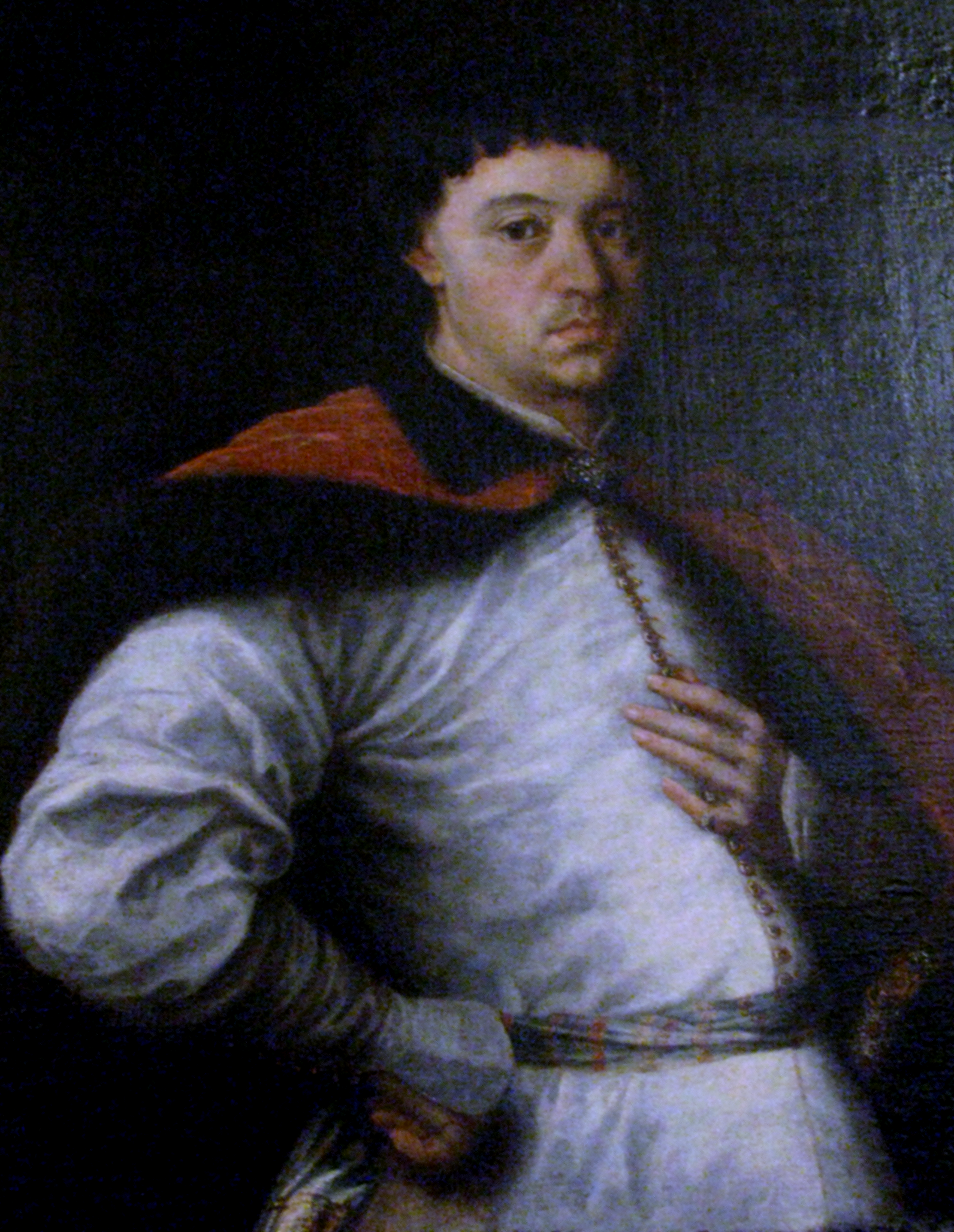
Засновник переворської гілки - Александер Міхал Любомирський (1642-1675)

        - Александер Міхал Любомирський (1614—1677) — конюший великий коронний (1645—1668), краківський воєвода (1668—1677), староста сандомирський, бидгощський, плоскирівський, любачівський.
          - Юзеф Кароль Любомирський (1638—1702) — конюший великий коронний (1683—1692), маршалок надвірний коронний (1692—1702), маршалок великий коронний (1702), староста сандомирський і заторський.
            - Александер Домінік Любомирський (1693—1720) — острозький ординат, староста Сандомиру, Затору, Риків.
            - Маріанна Любомирська (1693—1729) — дружина Павла Карла Санґушка.

        - Костянтин Яцек Любомирський (1620—1663) — крайчий великий коронний (1658), підчаший великий коронний (1658—1663), староста сандецький і білоцерківський.
        - Станіслав Єжи Себастьян Любомирський (1616—1667) — сенатор, великий маршалок коронний, польний гетьман коронний.
          - Францішек Себастьян Любомирський (бл. 1667—1699) — ротмістр панцерний (1683), староста ольштинський.

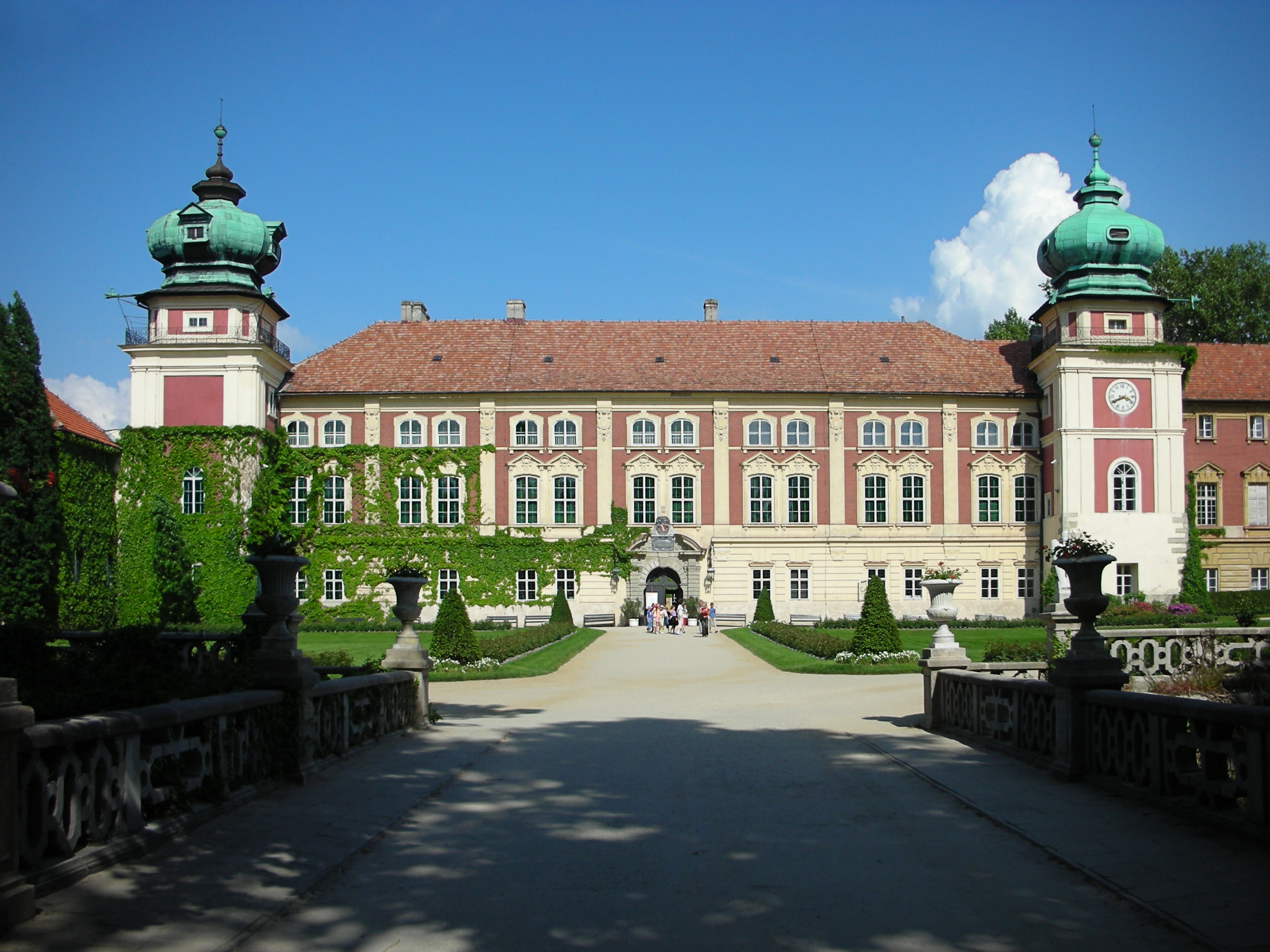
Замок Любомирських у Ланьцуті

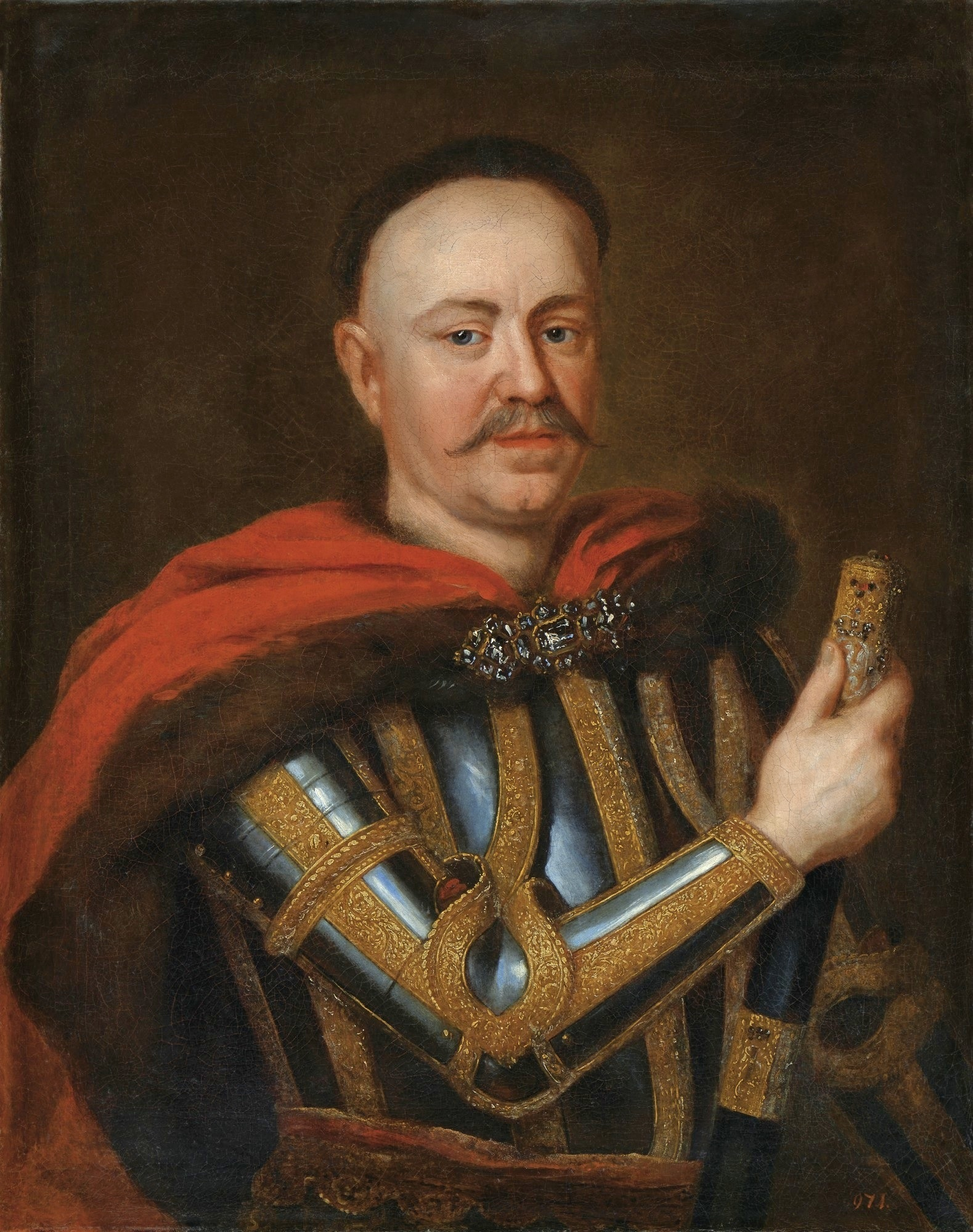
Засновник ланьцутської гілки - Станіслав Іраклій Любомирський

          - Ланьцутська гілка родуЗамок Любомирських у ЛаньцутіЗасновник ланьцутської гілки - Станіслав Іраклій Любомирський
          - Станіслав Іраклій Любомирський (1642—1702) — державний та військовий діяч, поет, драматург. Підстолій великий коронний (1669), маршалок надвірний коронний (1673—1676), великий маршалок коронний (1676—1702), староста спишський, князь Священної Римської імперії.
            - Ельжбета Гелена Сенявська (1669—1729) — дружина Адама Миколая Сенявського, політична діячка.
            - Юзеф Любомирський (1676-1732) — староста цешковський (з 1720 р.), чернігівський воєвода (1726—1732), сенатор.
              - Антоній Любомирський[pl] (1718—1782) — стражник великий коронний (1748—1752), воєвода любельський (1752—1778) і краківський (1778—1779), каштелян краківський (1779—1782), староста медицький, ясельський і опатівський.
              - Станіслав Любомирський (1722-1783) — стражник великий коронний (1752—1766), великий маршалок коронний (1766—1783), староста ланьцутський, віслицький и пшеворський.
                - Олександра Потоцька (1760—1836) — дружина Станіслава Костки Потоцького, колекціонерка творів мистецтва.

            - Теодор Юзеф Любомирський (1683—1745) — воєвода краківський (1732—1745), староста спишський (1700—1734). Фельдмаршал Австрії та кавалер Ордену Золотого руна.
              - Каспер Любомирський (бл. 1724—1780) — генерал-лейтенант військ російських, староста хмільницький.

            - Францішек Любомирський[pl] (1685—1721) — генерал коронних військ.

          - Переворська гілка родуЗамок Любомирських у ПереворськуЗасновник переворської гілки - Александер Міхал Любомирський (1642-1675)
          - Александер Міхал Любомирський (бл. 1642–1675) — староста переяславський і сандецький, маршалок Коронного трибуналу (1661).
            - Єжи Александер Любомирський (бл. 1669–1735) — обозний великий коронний (1703—1729), воєвода сандомирський (1729—1735), староста сандецький.
              - Станіслав Любомирський (1704—1793) — староста сандецький (1735), підстолій великий коронний (1738), воєвода брацлавський (1764—1772) і київський (1772—1785).
                - Францішек Ксаверій Любомирський (1747–1819) — староста ситихівський (з 1772 р.), генерал російської армії.
                  - Євгеніуш Любомирський[pl] (1789–1834) — польський поміщик, дідич Дубровного.
                    - Владислав Емануель Любомирський[pl] (1824–1882) — польський натураліст, філантроп, конхіолог.
                    - Євгеніуш Адольф Любомирський[pl] (1825–1911) — польський політичний і економічний діяч, колекціонер творів мистецтва та бібліофіл.
                      - Стефан Анджей Любомирський[pl] (1862–1941) — перший президент Польського олімпійського комітету.
                      - Владислав Любомирський (1866–1934) — польський меценат мистецтва, композитор.
                      - Станіслав Себастьян Любомирський[pl] (1875–1932) — промисловець, фінансист, економічний діяч, президент Центрального союзу польської промисловості 1932 року.

                    - Ян Тадеуш Любомирський[pl] (1826–1908) — громадський активіст, історик, енциклопедист, член сільськогосподарського товариства у Королівстві Польському 1858 року.
                      - Здіслав Любомирський (1865—1943) — польський юрист, політичний і суспільний діяч, 25-й президент Варшави (1916—1917), член Ради Регентства Королівства Польща.

                  - Александер Іґнацій Любомирський[pl] (1802–1893) — польський фінансист і філантроп.

                - Юзеф Любомирський (1751—1817) — генерал-лейтенант коронної армії, каштелян київський (1790—1795), воєвода чернігівський, староста романівський (з 1774 р.), учасник Тарговицької конфедерації.
                  - Генрик Людвік Любомирський (1777—1850) — політичний діяч, літературний куратор, покровитель мистецтв, засновник Музею Князів Любомирських у Львові, 1-й ординат Пшеворський (1825—1850).
                    - Єжи Генрик Любомирський[pl] (1817—1872) — польський політичний діяч, літературний куратор, II ординат Пшеворський (1850—1872), член спадкової палати лордів, член Галицького сейму, куратор Оссолінеуму.
                      - Анджей Любомирський[pl] (1862—1953) — польський посол Сейму, літературний куратор, суспільний, економічний і соціальний діяч. Третій і останній ординат переворський (1872—1944).
                        - Єжи Рафал Любомирський[pl] (1887—1978) — польський дворянин, власник маєтку Дойліди.

                      - Казімєж Любомирський[pl] (1869—1930) — польський дипломат і спортивний діяч, перший посол Польської Республіки у Вашингтоні (1919—1922), президент Польського олімпійського комітету (1921—1929), член МОК (з 1923 р.).

                  - Фридерик Вільгельм Любомирський[pl] (1779—1848) — генерал коронного війська, віце-губернатор Волині (1816), камергер російського імператора, член масонської ложі Букль-дю-Норд (1818).
                    - Казімєж Анастасій Кароль Любомирський (1813—1871) — польський композитор, освітній діяч, меценат.

                  - Гелена Любомирська[pl] (1783—1876) — художниця, авторка переважно портретів і портретних мініатюр.

                - Міхал Любомирський (1752—1825) — генерал-лейтенант коронної армії.
                  - Юзеф Любомирський[pl] (1785—1870) — таємний радник, сенатор каштелян Королівства Польського (1825-1831), депутат Сейму (1830-1831).
                    - Марцелій Любомирський (1810—1865) — польський емігрантський політик, масон, член Комітету польського в Парижі під час Січневого повстання 1863 року.
                      - Юзеф Максимільян Любомирський[pl] (1839—1911) — французький романіст.

                  - Едвард Казімєж Любомирський[pl] (1796—1823) — польський поет, дипломат, письменник, перекладач та історик.

              - Юзеф Любомирський[pl] (1704—1755) — підстолій литовський (1744—1755), маршалок Коронного трибуналу (1741), генерал-лейтенант коронного війська (1752), староста ягорлицький, переяславський і сандецький.

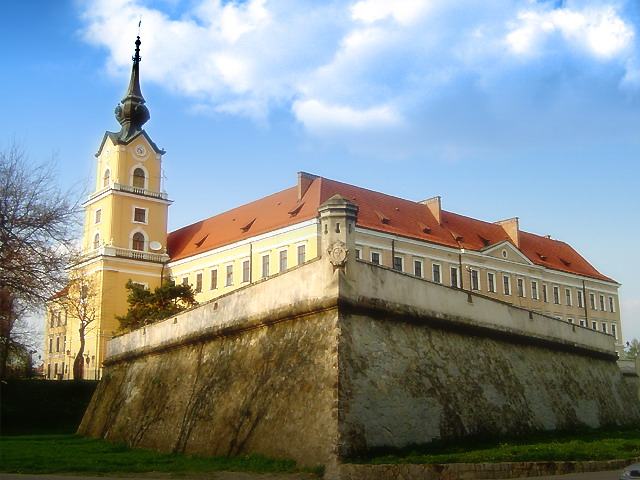
Ряшівський замок князів Любомирських

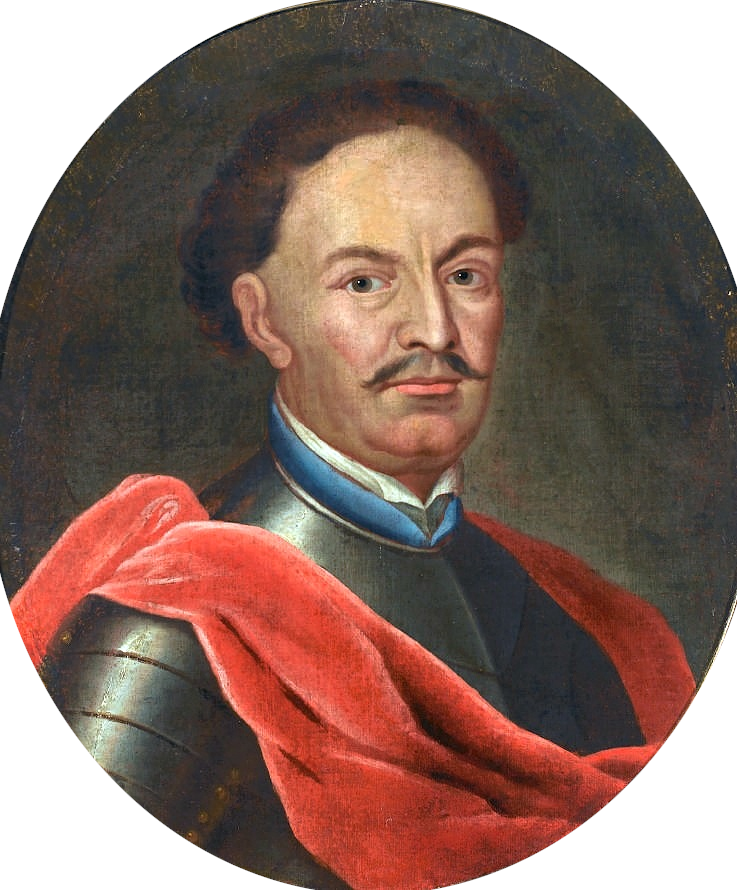
Засновник ряшівської гілки - Ієронім Августин Любомирський

          - Ряшівська гілка родуРяшівський замок князів ЛюбомирськихЗасновник ряшівської гілки - Ієронім Августин Любомирський
          - Ієронім Августин Любомирський (бл. 1647—1706) — хорунжий великий коронний (1676—1683), маршалок надвірний коронний (1683—1692), підскарбій великий коронний (1692—1702), гетьман польний коронний (1702), гетьман великий коронний (1702—1706), воєвода краківський (1702—1703), каштелян краківський (1702—1706).
            - Александер Якуб Любомирський (1695—1772) — кухмістр великий коронний (1721—1728), мечник великий коронний (1728—1748), генерал коронної артилерії (1729), генерал саксонської армії (1746—1752), староста пиздринський, ратненський, богуславський, гневський і солецький.
            - Єжи Іґнацій Любомирський[pl] (1691—1753) — писар польний коронний (1726—1732), полковник коронної гвардії (1744), хорунжий великий коронний (1746—1753), генерал коронної та саксонської армії. Претендент на трансильванський і польський престоли після смерті Августа II Сильного.
              - Теодор Ієронім Любомирський (1720—1761) — полковник коронної гвардії (1749), генерал-лейтенант (1753), чашник великий коронний (1759—1761), староста богуславський.
              - Францішек Ґжеґож Любомирський[pl] (1752—1812) — камергер австрійського імператора, підкоморій великий коронний у Королівстві Галіції та Лодомерії.

          - Яновецька лінія родуЗамок Любомирських у ЯновціЗасновник яновецької лінії - Єжи Домінік Любомирський

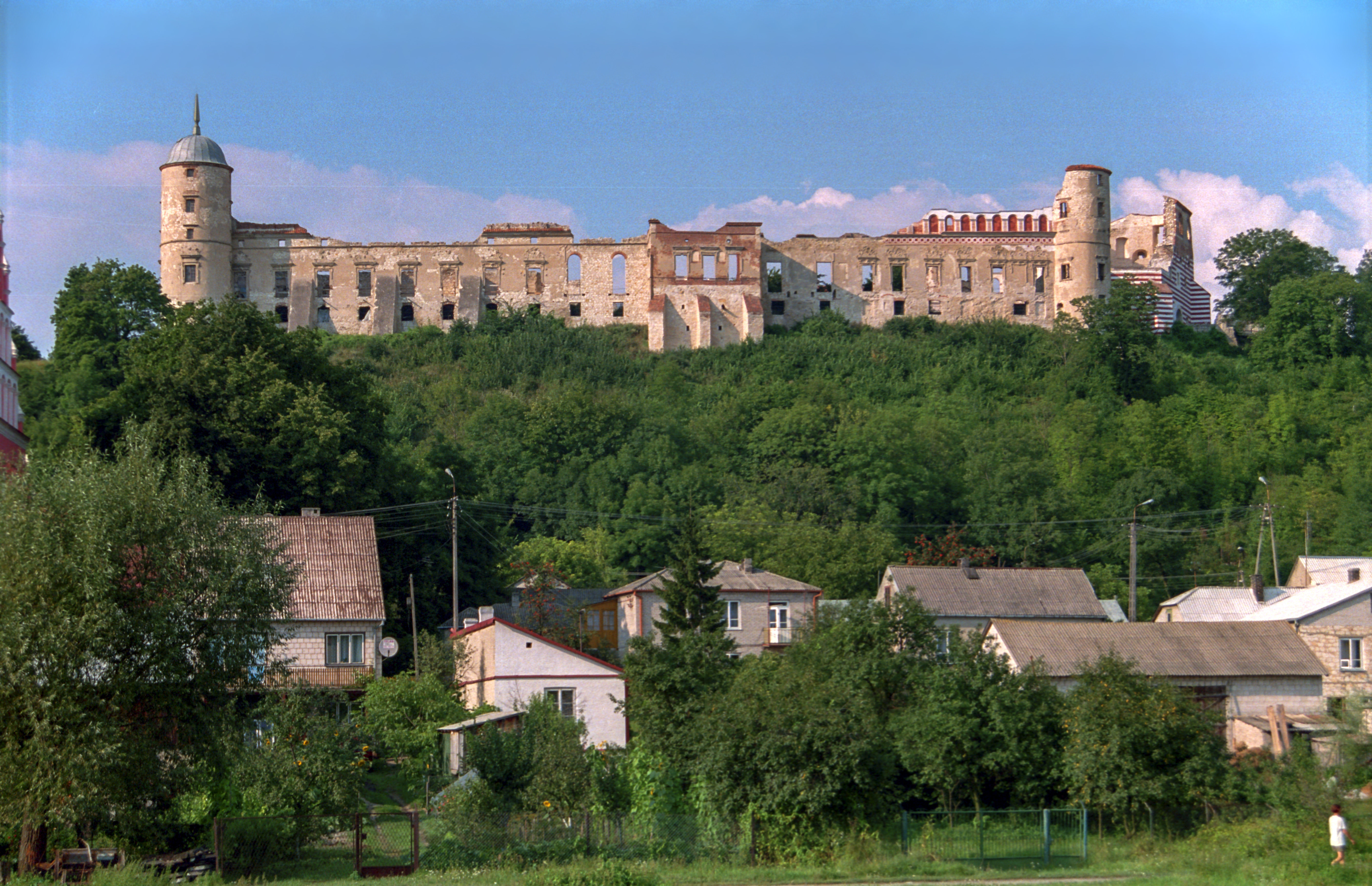
Замок Любомирських у Яновці

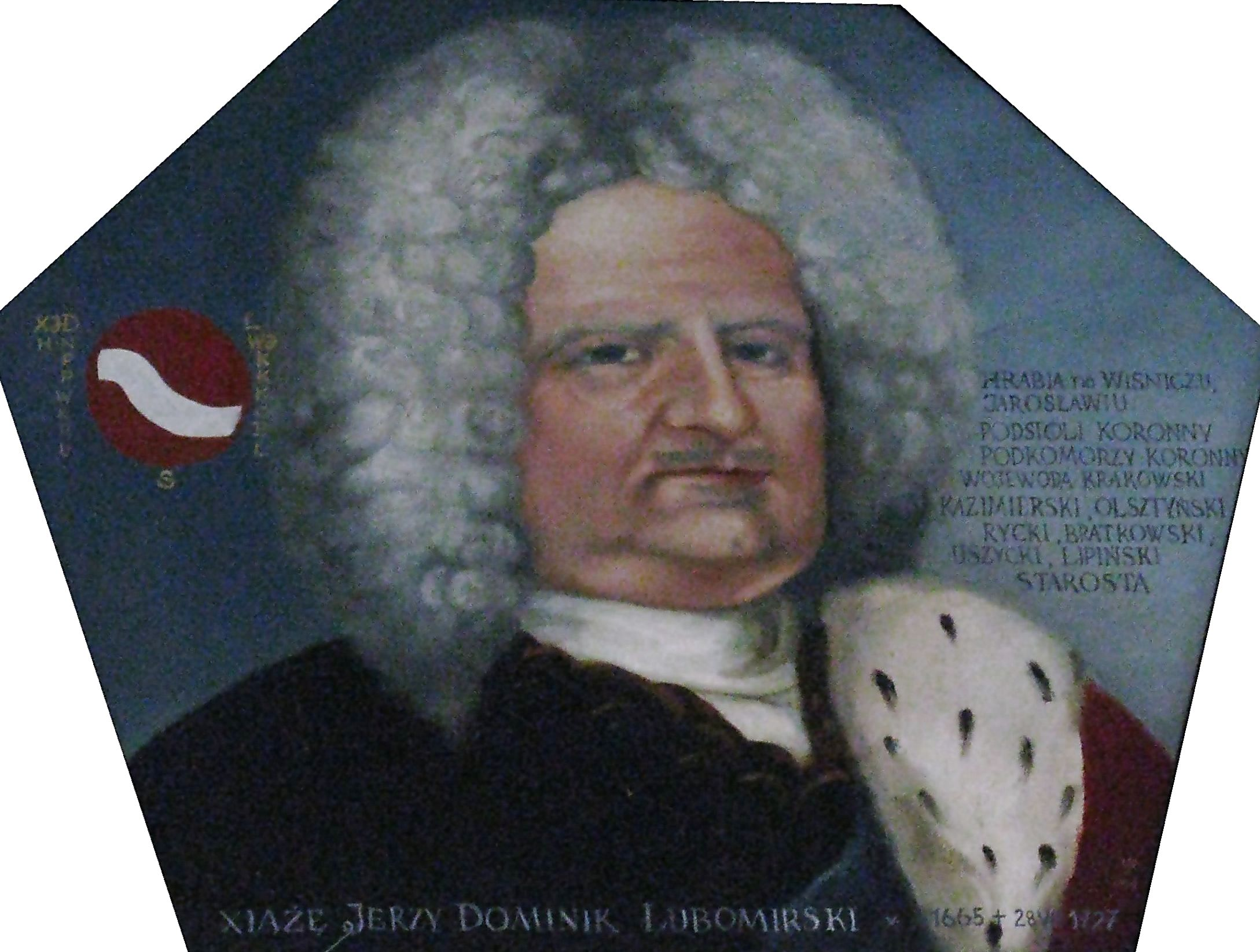
Засновник яновецької лінії - Єжи Домінік Любомирський

          - Єжи Домінік Любомирський (бл. 1655—1727) — підстолій великий коронний (з 1695 р.), підкоморій надвірний коронний (з 1702 р.), генерал-лейтенант коронної піхоти, воєвода краківський (1726—1727), староста казімежський, ольштинський, рикський, братковський, ушицький, ліпненський, барський.
            - Антоній Бенедикт Любомирський (1718—1761) — мечник великий коронний (1754—1761), генерал-майор, генерал-лейтенант (1753) коронних військ, староста казімежський.
              - Єжи Марцін Любомирський (1738—1811) — генерал військ коронних, власник значних маєтків на Поділлі, барський конфедерат, авантюрист.
              - Магдалена Аґнєшка з Любомирських Сапєга[pl] (1739—1780) — дружина Юзефа Любомирського, Александра Міхала Сапєги, коханка короля Станіслава-Августа Понятовського, від якого мала сина та дочку.

            - Францішек Фердинанд Любомирський (бл. 1712—1774) — мечник великий коронний (1761—1771), хорунжий великий коронний (1773—1774), староста бецький.